# Corydalis pseudoalpestris
Corydalis pseudoalpestris är en vallmoväxtart som beskrevs av Mikhail Grigoríevič Popov. Corydalis pseudoalpestris ingår i släktet nunneörter, och familjen vallmoväxter. Inga underarter finns listade i Catalogue of Life.